# Philopotamus hamatus
Philopotamus hamatus là một loài Trichoptera hóa thạch trong họ Philopotamidae.